# Willi Weingardt
Willi Weingardt (* 28. Juli 1917 in Freymengen, Kreis Forbach, Bezirk Lothringen, Reichsland Elsaß-Lothringen, Deutsches Kaiserreich; † 25. September 1969 in Baumholder) war ein deutscher Politiker (SPD).

## Leben
Weingardt besuchte von 1923 bis 1931 die Volksschule und anschließend die städtische Handelsschule in Wanne-Eickel, die er 1933 mit Abschluss verließ. Von 1936 bis 1938 leistete er Reichsarbeits- und Wehrdienst. Von 1938 bis 1941 arbeitete er als Kraftfahrer und war zugleich Mitglied der Deutschen Arbeitsfront. Von 1941 bis zu seiner Gefangennahme durch die US-amerikanische Armee 1945 nahm er als Soldat am Zweiten Weltkrieg teil.
Weingardt erhielt 1945 eine Anstellung in der Amtsverwaltung Baumholder und wurde 1949 Abteilungsleiter des dortigen Sozialamtes. 1951 legte er die Erste Verwaltungsprüfung ab.
Weingardt trat 1946 in die SPD ein und wurde später zum Vorsitzenden des SPD-Ortsvereins Baumholder gewählt. Er war ab 1948 Ratsherr in Baumholder und von 1948 bis 1952 Mitglied der Amtsvertretung Baumholder. Von 1952 bis 1956 war er Mitglied im Kreistag des Landkreises Birkenfeld. Bei der Landtagswahl 1959 wurde er als Abgeordneter in den Rheinland-Pfälzischen Landtag gewählt, dem er bis 1963 angehörte. Im Parlament war er Mitglied des Grenzlandausschusses.
Des Weiteren war Weingardt stellvertretender Vorsitzender der ÖTV der Kreisverwaltung Kreuznach-Idar-Oberstein.